# Stevie Wonder
Stevland Hardaway Morris (tên khai sinh là Stevland Hardaway Judkins, sinh ngày 13 tháng 5 năm 1950) được biết đến với nghệ danh Stevie Wonder, là một ca sĩ-nhạc sĩ, nhà sản xuất âm nhạc và nghệ sĩ chơi đa nhạc cụ người Mỹ. Là nhân vật tiêu biểu cho âm nhạc đại chúng Hoa Kỳ nửa sau thế kỷ 20, Wonder có hơn 30 ca khúc vào bảng xếp hạng top ten của Mỹ, ông đã giành được 22 giải Grammy(nhiều nhất cho một nghệ sĩ solo) cũng như Giải Thành tựu trọn đời. Ông cũng đã giành được giải Oscar cho ca khúc trong phim hay nhất và được ghi danh vào cả Đại sảnh Danh vọng Rock and Roll lẫn Đại sảnh Danh vọng Nhạc sĩ. Ông cũng từng dành giải Âm nhạc Polar. Tạp chí âm nhạc Mỹ Rolling Stone bầu ông ở vị trí thứ 9 trong danh sách những ca sĩ vĩ đại nhất mọi thời đại. Ông đã bị mù từ ngay sau khi sinh.
Wonder ký hợp đồng với Motown Records khi mới 11 tuổi, ông có 10 ca khúc đứng ở vị trí thứ nhất trong bảng xếp hạng Billboard cũng như 20 ca khúc đứng thứ nhất trong bảng xếp hạng R&B, số album bán ra của ông là hơn 100 triệu bản.

## Đầu đời
Stevie sinh năm 1950 tại Saginaw, Michigan. Ông là người con thứ tư trong gia đình có sáu con, có bố là Calvin Judkins và mẹ là Lula Mae Hardaway. Ông sinh non trước ngày chuyển dạ 6 tuần, cùng với bầu không khí giàu oxy trong lồng ấp bệnh viện, dẫn đến bệnh "võng mạc non" (Nguyên văn thuật ngữ y khoa: Retinopathy of Prematurity) khiến cho mắt ông không phát triển và võng mạc bị tách, từ đó ông bị mù.
Khi ông lên bốn, mẹ ông bỏ bố ông và cùng sáu người con chuyển đến sống ở Detroit. Bà đổi lại tên cũ trước khi lấy chồng là Lula Hardaway và đổi họ tất cả con trai của bà thành Morris (một phần vì gia đình). Stevie đã giữ họ Morris như là họ hợp pháp của mình.
Stevie Wonder đã biết chơi nhạc cụ từ khi còn rất trẻ, bao gồm cả Piano, harmonica và trống. Ông tham gia vào những buổi giao lưu âm nhạc với vài người bạn, họ tự gọi nhau là Stevie và John. Họ cùng nhau chơi nhạc khắp các đường phố và đôi khi còn có các phần nhảy múa.

## Danh sách đĩa nhạc
- The Jazz Soul of Little Stevie (1962)
- Tribute to Uncle Ray (1962)
- With a Song in My Heart (1963)
- Stevie at the Beach (1964)
- Up-Tight (1966)
- Down to Earth (1966)
- I Was Made to Love Her (1967)
- Someday at Christmas (1967)
- Eivets Rednow (1968)
- For Once in My Life (1968)
- My Cherie Amour (1969)
- Signed, Sealed & Delivered (1970)
- Where I'm Coming From (1971)
- Music of My Mind (1972)
- Talking Book (1972)
- Innervisions (1973)
- Fulfillingness' First Finale (1974)
- Songs in the Key of Life (1976)
- Stevie Wonder's Journey Through "The Secret Life of Plants" (1979)
- Hotter than July (1980)
- The Woman in Red (1984)
- In Square Circle (1985)
- Characters (1987)
- Jungle Fever (1991)
- Conversation Peace (1995)
- A Time to Love (2005)